# Toleranz (Technik)

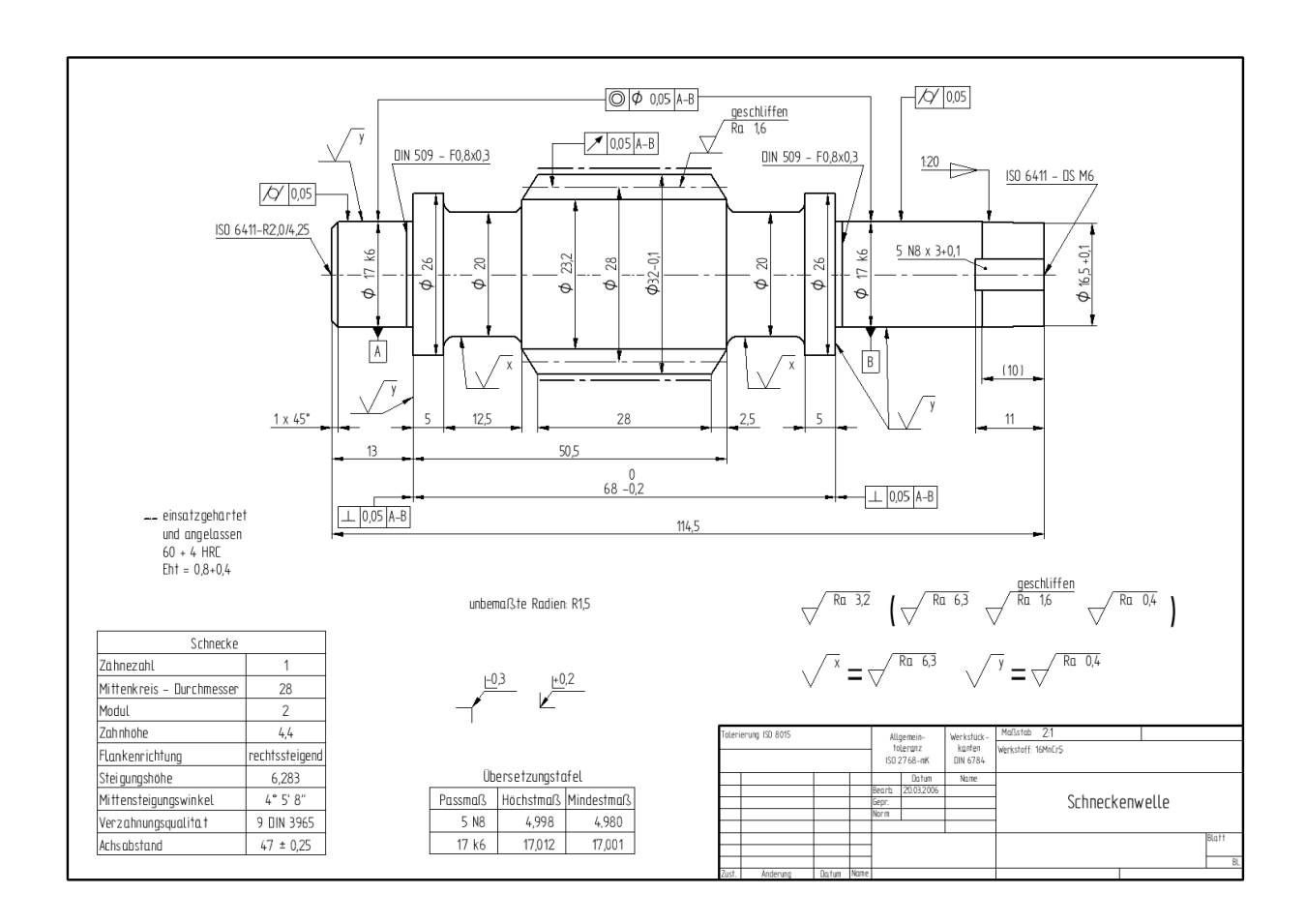
Technische Zeichnung mit zahlreichen Toleranzangaben

Als Toleranzen werden in der Technik zulässige Abweichungen von angegebenen Nennwerten (zum Beispiel einem Nennmaß) und anderen theoretischen Idealzuständen (z. B. ebene Fläche) bezeichnet. Der Toleranzbereich ist der Bereich zwischen Mindest- und Höchstwert.

## Geometrische Fertigungstoleranzen
Die Festlegung von geometrischen Bauteiltoleranzen war für die Industrialisierung von großer Wichtigkeit. Durch eine geeignete Festlegung der Toleranzen konnten Einzelteilproduktion und Montage voneinander getrennt werden, und damit wurden die Serienfertigung und Massenproduktion möglich. Für eine wirtschaftliche Produktion werden Toleranzen möglichst so ausgelegt, dass alle Bauteile austauschbar sind und ohne Nacharbeit montiert werden können. Aber auch unnötig enge Toleranzen erhöhen die Herstellungskosten. Daher gilt für die Auslegung von Toleranzen das Grundprinzip: „Nicht so eng wie möglich, sondern so eng wie nötig.“ 
Um Ausschuss zu reduzieren, war es früher gebräuchlich, als Nennmaß für Außenmaße gezielt einen Wert nahe am oberen Grenzmaß und bei Innenmaßen nahe am unteren Grenzmaß zu wählen, sodass bei Fehlern durch nennmaßorientierte Fertigung immer noch durch Wegnahme von Material die Toleranz erreicht werden konnte. Im Zuge der zunehmenden Automatisierung hat dieses Prinzip seine Bedeutung verloren, für die heute übliche Übertragung von CAD-Daten an Produktionsmaschinen ist es viel mehr zweckmäßig geworden, Nennmaße in der Mitte der Toleranzbereiche fest zu legen. 

### Maßtoleranzen
Die Toleranz bzw. „zulässige Abweichung vom Nennmaß“ ist eine konstruktions- und fertigungsbedingte Maßgröße. Sie bezeichnet die Differenz zwischen dem oberen und dem unteren Grenzmaß, also dem Höchst- und dem Mindestmaß. Innerhalb der Toleranz darf das Istmaß eines Werkstücks bzw. Bauteils vom jeweiligen Nennmaß (Null-Linie) abweichen. Maßtoleranzen begrenzen somit die zulässige Abweichung der Bauteilabmessungen.
Maßtoleranzen werden eingeteilt in:
- Allgemeintoleranzen,
- ISO-Toleranzen und
- frei tolerierte Maße

#### Allgemeintoleranzen für Längen und Winkel
Allgemeintoleranzen für Längen und Winkel (ISO 2768-1) gelten für alle nicht separat tolerierten Maße und Winkel einer Zeichnung. Die Allgemeintoleranzen werden in Klassen unterteilt. Im Schriftfeld einer Technischen Zeichnung wird mit dem Kürzel ISO 2768-m die Toleranz für die gesamte Zeichnung festgelegt. Darüber hinaus können dann innerhalb der Technischen Zeichnung weitere Toleranzen für bestimmte Maße eingetragen werden.
Die Allgemeintoleranzen untergliedern sich in:
- f (f) fein – z. B. Feinwerktechnik
- m (m) mittel – z. B. Maschinenbau (werkstattübliche Genauigkeit)
- c (g) grob – z. B. Gießereitechnik
- v (sg) sehr grob – Diese Toleranzklasse wird heute kaum mehr verwendet, da die modernen Fertigungsverfahren meist höhere Genauigkeiten zulassen.

#### ISO-Toleranzsystem
ISO-Toleranzsysteme gelten für Passungen (ISO 286, DIN 7154 und DIN 7155) und Passungsangaben nach ISO. ISO-Toleranzen mit ihren definierten Toleranzklassen (Lage und Größe eines Toleranzfeldes) sollten nur bei besonderen Funktions- und Passungsforderungen angewendet werden. Die Nennmaßbereiche beziehen sich immer auf die Nennmaße ohne Abzug oder Zuschlag jeglicher Toleranzen.

#### Frei tolerierte Maße
Die freie Toleranz kann nach drei unterschiedlichen Systemen auf der Zeichnung angegeben werden:
- Abmaße (Asymmetrisch): +0,1/−0,2 ; bzw.: {\displaystyle {\begin{matrix}+0,1\\-0,2\\\end{matrix}}}
- Abmaße (Symmetrisch): ±0,1
- Grenzmaße: {\textstyle {\begin{matrix}50,1\\49,9\\\end{matrix}}}

Es steht immer das Höchstmaß, bzw. das Abmaß, womit das Höchstmaß erreicht werden kann, oben / an erster Stelle. Die Grenzmaße ersetzen das Nennmaß auf der Maßlinie, wohingegen die Abweichung hinter dem Nennmaß steht. Bei Asymmetrischen Abmaßen dürfen auch beide Toleranzwerte dasselbe Vorzeichen erhalten oder gar gleich Null sein.

### Form- und Lagetoleranz
Form- und Lagetoleranzen, mit deren Hilfe die fertige Gestalt eines Werkstückes im Montage- oder Funktionszusammenhang toleriert wird. Dadurch können niedrigere Fertigungskosten erreicht werden als bei engeren Maßtoleranzen ohne Form- und Lagetoleranz.

#### Spezifische Formtoleranzen
Spezifische Formtoleranzen begrenzen die zulässige Abweichung eines Elementes von seiner geometrisch idealen Form. Sie bestimmen den Toleranzbereich, innerhalb der das Bauteil liegen muss. Zu den Formtoleranzen gehören: Geradheit, Ebenheit, Rundheit, Zylinderform, Linienprofil sowie die Flächenprofil. (Achtung: Linien- und Flächenprofil sind nur ohne Bezug als Formtoleranz zu werten. Mit Bezug handelt es sich um Lagetoleranzen.)

Symbole für Formtoleranzen im Technischen Zeichnen
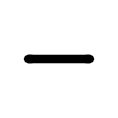
Geradheit
Ebenheit
Rundheit
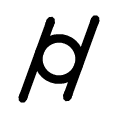
Zylinderform
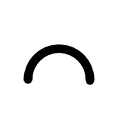
Linienprofil
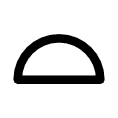
Flächenprofil

#### Spezifische Lagetoleranzen
Spezifische Lagetoleranzen begrenzen die zulässigen Abweichungen von der idealen Lage zweier oder mehrerer Elemente zueinander. Zu den Lagetoleranzen gehören: Parallelität, Rechtwinkligkeit, Neigung, Position, Koaxialität, Konzentrizität, Symmetrie sowie die Lauftoleranzen: Rundlauf, Planlauf und die Gesamtlauftoleranzen: Gesamtrundlauf und Gesamtplanlauf.

Symbole für Lagetoleranzen im Technischen Zeichnen
Parallelität
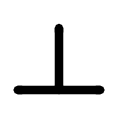
Rechtwinkligkeit
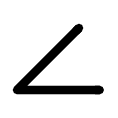
Neigung
Position
Konzentrizität und Koaxialität
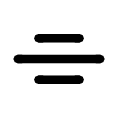
Symmetrie
Rundlauf und Planlauf
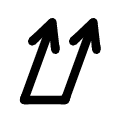
Gesamtrundlauf und Gesamtplanlauf

### Tolerierungsgrundsatz
Achtung: Bei Zeichnungen ohne Angabe zum Tolerierungsgrundsatz ist der Entstehungszeitpunkt zu beachten oder im Zweifelsfall der Ersteller zu fragen.
Für Zeichnungen vor 2012 galt noch DIN 7167 (Hüllbedingung ohne Zeichnungseintrag). Für neue Zeichnungen gilt (gemäß ISO 14405-1) das Unabhängigkeitsprinzip nach ISO 8015.

#### Hüllprinzip [DIN 7167 (zurückgezogen)]
Das gefertigte Formelement muss innerhalb der geometrisch idealen Hülle liegen. Für ein Dokument, z. B. eine Zeichnung, die vom Kunden an den Lieferanten weitergegeben wird und die Hüllbedingung als Tolerierungsgrundsatz festlegt, gilt:
- Jede Zylinderform und alle einander gegenüberliegenden parallelen Flächen unterliegen der Hüllbedingung, sofern sie bemaßt sind.
- Die geometrischen (Form-)Abweichungen müssen innerhalb der vorgegebenen Maßabweichungen liegen.
- Von den Form- und Lagetoleranzen sind über die Hüllbedingung lediglich die Parallelität (indirekt: Ebenheit, Geradheit) und die Zylinderform (indirekt: Geradheit, Kreisform) abgedeckt. Abweichende Form- und Lagetoleranzen müssen zusätzlich angegeben werden. (Anmerkung: das Hüllprinzip nach DIN 7184-1 (zurückgezogen, Vorgänger von DIN 7167) umfasste auch Rechtwinkligkeitstoleranzen)

Nach DIN 7167 galt automatisch die Hüllbedingung, wenn in einem Dokument (z. B. einer Zeichnung) kein Tolerierungsgrundsatz eingetragen wurde. Für das Außerkraftsetzen der Hüllbedingung war es erforderlich, die Norm EN ISO 8015 im Dokument anzugeben.
Seit April 2011 wurde jedoch die DIN 7167 zurückgezogen und durch die EN ISO 14405 ersetzt. Diese schreibt vor, dass standardmäßig das Unabhängigkeitsprinzip nach EN ISO 8015 gilt. Das Hüllprinzip muss nun also extra gekennzeichnet werden, wenn es angewandt werden soll, vorzugsweise mit „Size ISO 14405 E“ über dem Schriftfeld; alternativ: „DIN 7167“ oder bei Allgemeintoleranzen nach „ISO 2768 - mK - E“ durch das angehängte „E“ (siehe ISO 2768-2).

#### Unabhängigkeitsprinzip (EN ISO 8015)
Maß-, Form-, Lage- und Oberflächentoleranzen sind jeweils unabhängig voneinander zu betrachten. Wenn in einem Dokument, z. B. einer Kundenzeichnung, das Unabhängigkeitsprinzip als Tolerierungsgrundsatz angegeben wurde, dann steht im Zeichnungskopf die Norm EN ISO 8015, die die Hüllbedingung außer Kraft setzt. Bei dieser Norm werden nur die wichtigsten Geometrieelemente in eine Hülle gepackt. Dies erfolgt durch die Eintragung eines „E“ zu dem jeweiligen Maß, für welches die Hüllbedingung gelten soll.
Nach ISO 14405-1 gilt das Unabhängigkeitsprinzip, wenn ein Dokument keinen Tolerierungsgrundsatz nennt. Da diese Regelung das genaue Gegenteil zur alten Regelung ist, sollten Zeichnungen nach dem Unabhängigkeitsprinzip mit „Size ISO 14405“ oder „ISO 8015“ gekennzeichnet werden. Alte gleichbedeutende Angaben: „Tolerierung DIN 2300“ und „Tolerierung ÖNORM M 1300“(Österreich).

### Passungsangaben nach ISO
Das System der Passungsangaben nach ISO wird auch IT-System genannt. IT bedeutet dabei: „ISO-Toleranz“.

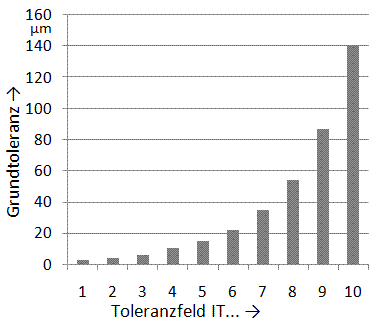
Größe der Toleranzfelder für die Grundtoleranzgrade IT1 bis IT10 im Nennmaßbereich von 80 bis 120 mm

Die Passungsangabe mit dem Toleranzkurzzeichen ø30 H7 in einer Technischen Zeichnung (Maßeintragung nach DIN 406-12) bedeutet:
- Nennmaß des Bohrungsdurchmessers 30 mm
- Passungssystem: Einheitsbohrung
- Toleranzfeldlage: H (auf Nulllinie)
- Grundtoleranzgrad (Qualität): 7

Bei ø30 entspricht dies:
- Mindestmaß 30,000 mm (dieses Maß darf nicht unterschritten werden)
- Höchstmaß 30,021 mm (dieses Maß darf nicht überschritten werden)
- Größe des Toleranzfeldes 21 µm

Die Angabe von ø30 m6 bedeutet analog:
- Nennmaß des Wellendurchmessers 30 mm
- Toleranzfeldlage: m (über der Nulllinie)
- Grundtoleranzgrad (Qualität): 6

Bei ø30 entspricht dies:
- Mindestmaß 30,008 mm (dieses Maß darf nicht unterschritten werden)
- Höchstmaß 30,021 mm (dieses Maß darf nicht überschritten werden)
- Größe des Toleranzfeldes 13 µm

Beide Bauteile würden gemeinsam eine Übergangspassung ergeben, die sich in der Regel noch ohne besondere Hilfsmittel montieren lässt.

### Festlegung der Toleranz
Die Toleranz wird bei der Konstruktion eines Bauteils ermittelt und in den Konstruktions- und Fertigungsunterlagen festgelegt. Sie kann über, unter oder beiderseits des Nennmaßes liegen. Der Konstrukteur gibt die Toleranz direkt in Zahlen zum Nennmaß an oder er verwendet je nach Passungssystem genormte Toleranzsymbole in der Maßangabe. Zur analytischen Bestimmung der Toleranzen dient die Toleranzanalyse und Toleranzsynthese.
Auch bei Nennmaßen ohne direkte Toleranzangabe (Freimaße) sind Toleranzen bzw. Vorgaben zur Maßgenauigkeit einzuhalten, die beim Konstruieren entsprechend beachtet werden müssen. Daher werden Angaben zur allgemeinen Maßgenauigkeit und Oberflächengüte im Schriftfeld der Technischen Zeichnung eingetragen, während spezifische Angaben zu speziellen Toleranzen oder Oberflächegüten direkt in der Zeichnung einzutragen sind.

## Nichtgeometrische technische Toleranzen
Technische Toleranzen sind nicht auf Bauteilgeometrien beschränkt, Toleranzen gibt es für praktisch alle technisch hergestellten Zustände bzw. Eigenschaften wie etwa Temperatur, Gewicht, Druck chemische Zusammensetzung, Festigkeit, Farbe und vieles andere mehr. 

## Messtoleranz
Maximal zulässige Abweichungen zwischen Istwerten und gemessenen Werten werden als Messtoleranz bezeichnet. Nur wenn eine Messabweichung größer ist als die Messtoleranz, liegt ein Messfehler vor.